# الیزا ریگاودو
الیزا ریگاودو (ایتالیایی: Elisa Rigaudo؛ زادهٔ ۱۷ ژوئن ۱۹۸۰) دونده پیاده‌روی سرعت اهل ایتالیا است.
وی در مسابقات کشوری و بین‌المللی در مجموع برندهٔ ۱ مدال نقره و ۲ مدال برنز شده‌است.